# Meru (tempel)
Een meru of pelinggih meru is een belangrijk altaargebouw in de achterste en daarmee heiligste hof van de een Balinees hindoeïstisch tempelcomplex, een zogenaamde pura.

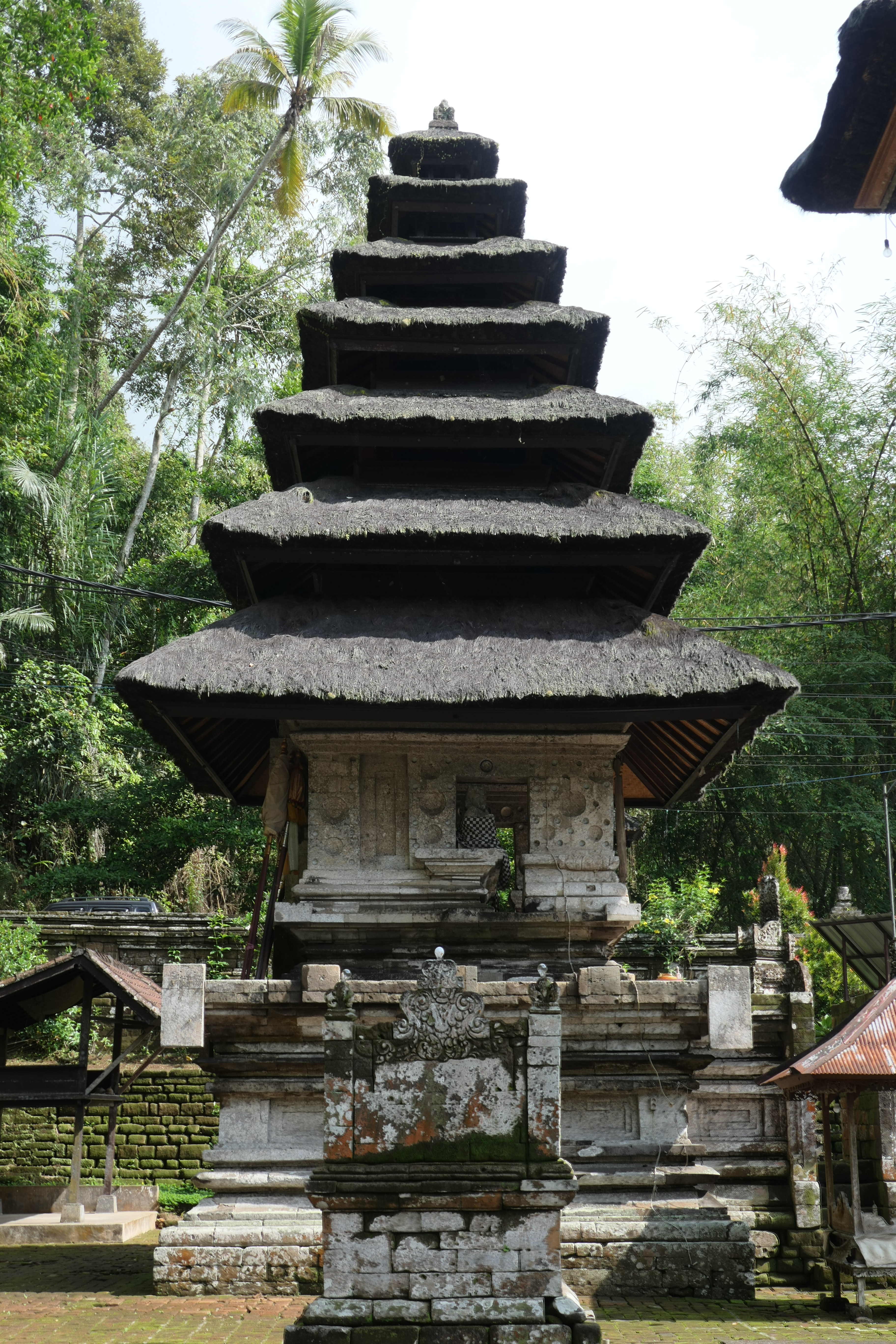
De Pura Yeh Gangga op Bali, gebouwd in 1334, met een pagodevormige meru, die niet van steen is

Het gebouw heeft een pagode-achtig dak van drie, vijf, zeven, negen of elf verdiepingen. Dit symboliseert de voor hindoes heilige berg Meru of een andere heilige berg. Het aantal daken laat zien voor welke godheid de meru bedoeld is. Elf daken staat voor Shiva, negen daken voor Vishnu, en zeven daken voor Brahma. Het gaat hier dus om de trimurti, de drie hoofdvormen van het brahman, de absolute God. Een meru met vijf daken is gewijd aan Bhatara Mahajaya, de god van de Gunung Agung, en een meru met drie daken aan de godheden van minder belangrijke bergen op Bali of een voorname overleden voorouder, bijvoorbeeld een vooraanstaand priester of een hoog gewaardeerde Balinese koning. Het aantal meru's is altijd oneven.
Dit type meru is waarschijnlijk ontstaan in de 14de eeuw in het grote rijk van Majapahit, waar het eiland Bali destijds deel van uitmaakte. De hoofdtempel van de staatstempel van dit rijk, de Candi Panataran, 12 km ten noordoosten van de Javaanse stad Blitar, had zeer waarschijnlijk ook een dergelijk dak. Er werden in die tijd zowel op Java als op Bali nog enkele andere tempels met dit pagodevormige dak gebouwd, zoals o.a. de Pura Yeh Gangga bij het Balinese dorpje Perean. Tot de 14de eeuw was het gebruikelijk dat een hindoeïstisch heiligdom net als in India een kegelvormig dak van steen bezat. Een groot voordeel van een meru was dat deze na een aardbeving veel makkelijker te herstellen was dan een stenen dak. Zowel Java als Bali worden zeer regelmatig getroffen door aardbevingen. Veel hindoe tempels op Java waren ingestort in de 19de eeuw. Een meru is echter van vergankelijk materiaal gemaakt en moet daarom onderhouden worden. Regelmatig worden onderdelen of wordt zelfs de hele meru vervangen. Dat betekent dat een meru nooit heel oud is.